# 1800-talet (decennium)

Napoleonkrigen inleds 1803.

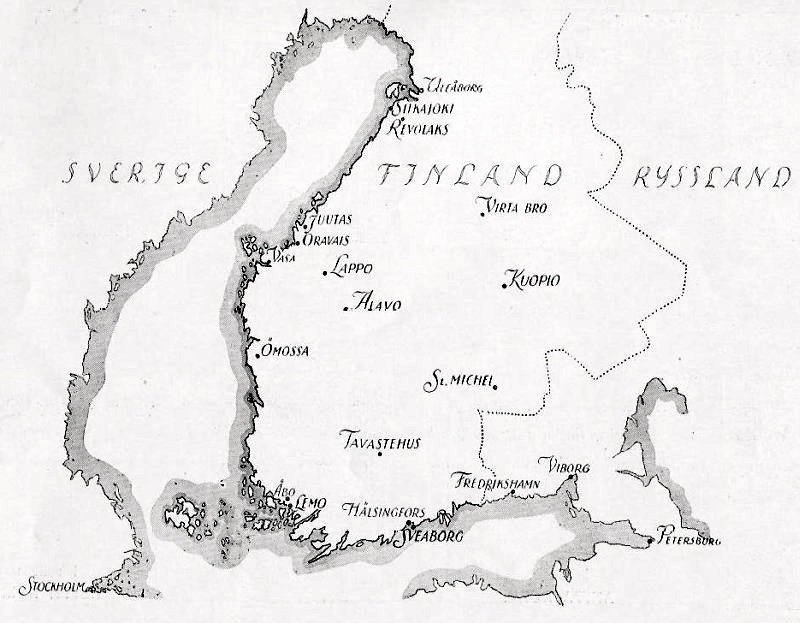
Sverige delas efter finska kriget 1808-1809.

## Händelser
- 1800 - Gustav IV Adolf kröns till svensk kung i Norrköping.
- 1800 - Även om franska revolutionen är över är ilskan mot Frankrike enorm bland Europas makthavare. Revolutionskrigen följs därför av koalitionskrigen, då flera europeiska stater går i krig mot Frankrike.
- 1801 - En brittisk flotta besegrar den danska i slaget vid Köpenhamn. Britterna förbereder sig sedan, för att angripa även den svenska flottan, som finns i Karlskrona, men denna aktion avbryts efter att man får kännedom om att den ryske tsaren Paul I har blivit mördad.
- 1801 - Den ryske tsaren Paul I mördas den 23 mars. Han efterträds av sin son Alexander I.
- 1804 - Napoleon I kröner sig själv till Frankrikes kejsare den 2 december.
- 1805 - Napoleon besegrar sina ryska och österrikiska fiender i trekejsarslaget vid Austerlitz. När dimman lättar och "solen i Austerlitz" kommer fram upptäcker ryssarna, att de har gått rakt i en fälla och blir förintade. Den franska krigsmaskinen besegrar sedan också den östrrikiska armén.
- 1807 - Det neutrala Danmark angrips av Storbritannien, som skjuter mycket svårsläckta raketer mot Köpenhamn. I princip alla hus med halmtak i staden förstörs under slaget.
- 1807 - Alexander I och Napoleon möts i en husbåt som har placerats mitt på gränsfloden Njemen mellan Ostpreussen och Ryssland. Där undertecknar de freden i Tilsit.
- 1809 - Gustav IV Adolf blir arresterad (13 mars), abdikerar (29 mars) och blir avsatt (10 maj), då han anklagas för den svenska förlusten av Finland till Ryssland. Han efterträds den 6 juni av sin farbror, som då kröns till kung under namnet Karl XIII.

## Födda
- 1801 - Frédéric Bastiat, fransk författare och politiker
- 1809 - Edgar Allan Poe, amerikansk skräckförfattare
- 1809 - Abraham Lincoln, amerikansk president
- 1809 - Charles Darwin, brittisk biologiforskare

## Avlidna
- 13 mars 1808 – Kristian VII av Danmark, kung av Danmark och kung av Norge.